# The Silent Sun
«The Silent Sun» — композиция британской рок-группы Genesis из дебютного альбома From Genesis to Revelation (выпущен в марте 1969 года) и первый сингл группы, выпущенный 2 февраля 1968 года (на второй стороне помещена композиция «That's Me», не вошедшая в альбом). 
Эта песня была написана в конце 1967 года, когда будущий продюсер группы Джонатан Кинг впервые открыл для себя Genesis, прежде чем он решил выпустить первый альбом, что было серьёзным вложением. Зная, что Кинг был поклонником Bee Gees, музыканты написали песню а аналогичном стиле, чтобы привлечь его внимание. Это одна из немногих композиций группы, на которых записан ударник Крис Стюарт, который покинул группу летом 1968 года. 
В своей рецензии на альбом From Genesis to Revelation известный музыкальный критик Брюс Эдер охарактеризовал эту композицию как «достаточно приятную, но не раскрывающую истинный потенциал группы».
В июле 2006 года эта композиция была переиздана (в ограниченном количестве) как CD-сингл под названием "The Silent Sun 2006", с песней "When the Sour Turns to Sweet 2006" на второй стороне. Версии на этом CD-сингле являются ремиксами/ремастерами с наложенными ударными, они также доступны на переиздании 2006 года дебютного альбома группы. Это последний официальный сингл Genesis, что делает композицию «The Silent Sun» как дебютным, так и последним синглом группы.

## Участники записи
- Тони Бэнкс — фортепиано, бэк-вокал
- Питер Гэбриел — вокал
- Энтони Филлипс — акустическая гитара, бэк-вокал
- Майк Резерфорд — бас-гитара, бэк-вокал
- Крис Стюарт — ударные